# Haworthia pubescens
Haworthia pubescens là một loài thực vật có hoa trong họ Măng tây. Loài này được M.B.Bayer mô tả khoa học đầu tiên năm 1972.